# Route des Paysages Insolites
De Route des Paysages Insolites is een bewegwijzerde toeristische autoroute in Wallonië. De 117 kilometer lange route door de Condroz en de Famenne is bewegwijzerd met zeshoekige borden. De route loopt door de  Ciney, Chevetogne, Rochefort, Wanlin.